# Place des Ducs-de-Bar
La place des Ducs-de-Bar est une place de Nancy.

## Situation et accès
Elle est située à l'ouest de la commune, au sein du quartier Poincaré - Foch - Anatole France - Croix de Bourgogne et à proximité de commune de Laxou, entre le boulevard Charlemagne et la rue Lavigerie.

## Origine du nom
Elle rappelle les ducs de Bar.

## Historique
La place est créée en 1906, dans le quartier de Médreville, en même temps que les autres rues. A son emplacement coulait jadis le ruisseau Sainte-Anne qui alimentait l'étang Saint-Jean. Elle est dénommée à sa création.

## Bâtiments remarquables et lieux de mémoire
- École Charlemagne